# Coccothrinax yunquensis
Coccothrinax yunquensis ist eine auf Kuba endemische Palmenart.

## Merkmale
Coccothrinax yunqensis bildet einen solitären, bis 10 m hohen Stamm. Sie ähnelt sehr Coccothrinax salvatoris. 
Die Blätter sind fächerförmig. Die zentralen Blattfiederchen sind 40 bis 50 cm lang und bis 4,5 cm breit. Die an der Unterseite der Blätter sitzenden drüsenförmigen Flecken sind klein und dunkel. Die Fasern der Blattscheiden sind 3 bis 4 mm breit. Die Spitzen der freien Scheidenfasern sind spitz. Die Teilinfloreszenzen sind kleiner als bei C. salvatoris. Die Blütenstiele sind bis 1 mm lang. Es sind 6 bis 7 Staubblätter vorhanden. Ihre Filamente sind bis zum Blütenboden verwachsen und bilden eine Kuppel. Die Früchte sind unbekannt.

## Verbreitung
Coccothrinax yunquensis ist nur vom Berg El Yunque auf Kuba bekannt, einige Kilometer von der Küstenstadt Baracoa entfernt im Süden Kubas (Provinz Guantánamo).
Hier wächst die Art in den steilen oberen Bereichen des Berges im Regenwald auf rund 500 m Seehöhe. Der Untergrund besteht aus Korallenkalkstein. Aufgrund der Porosität des Gesteins sind die Standorte relativ trocken, trotz dem reichlichen Regen. Der ständige Wind begrenzt die Vegetationshöhe weiter. Die Palmen wachsen hier an den exponiertesten felsigen Stellen. Begleitende Arten in der Umgebung sind Melastomataceae, zahlreiche Bromelien und Tillandsien, kriechende Selenicereus.

## Taxonomie
Coccothrinax yunquensis wurde 1981 von Attila L. Borhidi und Onaney Muñiz Gutiérrez in Acta Botanica Academiae Scientiarum Hungaricae, 27, 1981, S. 447 erstbeschrieben. Bereits in der Erstbeschreibung ist die starke Ähnlichkeit mit C. salvatoris erwähnt. Nauman und Sanders kamen 1991 in einer kladistischen Studie der Gattung zum Schluss, dass diese beiden Arten sehr, sehr ähnlich sind. Henderson und Kollegen stellten 1995 in ihrem Field guide to the palms of the Americas die Art als Synonym zu C. salvatoris.
Die Art wird jedoch in folgenden Publikationen weiterhin als eigenständig angesehen: R. Govaerts: World Checklist of Seed Plants 3(1, 2a & 2b) (1999), R. Govaerts und J. Dransfield: World Checklist of Palms (2005), P. Acevedo-Rodríguez und M. T. Strong: Catalogue of seed plants of the West Indies (2012), sowie in der Datenbank World Checklist of Selected Plant Families.

## Belege
1. 1 2 3 4  Carlo Morici (1996): Coccothrinax yunquensis in: Principes, 40 (4), 1996, S. 204–207 (Memento des Originals vom 20. Juli 2012 im Internet Archive)  Info: Der Archivlink wurde automatisch eingesetzt und noch nicht geprüft. Bitte prüfe Original- und Archivlink gemäß Anleitung und entferne dann diesen Hinweis. (PDF; 2,5 MB)
2. ↑  Clifton E. Nauman, Roger W. Sanders: Preliminary classification studies in Coccothrinax (Palmae: Coryphoideae). Selbyana, Band 12, 1991, S. 91–101. (JSTOR pdf)
3. ↑  Andrew Henderson, Gloria Galeano, Rodrigo Bernal: Field Guide to the Palms of the Americas. Princeton, New Jersey: Princeton University Press 1995. ISBN 0-691-08537-4.
4. ↑  alle Angaben aus: "Coccothrinax yunquensis" - Royal Botanic Gardens, Kew: World Checklist of Selected Plant Families. Abgerufen am 24. Mai 2015.